# Farouk Al-Kasim
Farouk Abdul Aziz Al-Kasim, em árabe: فاروق القاسم, (8 de julho de 1934 ou 1936, Baçorá) é um geólogo iraquiano-norueguês. Ele desempenhou um papel importante na exploração dos recursos petrolíferos da Noruega dentro da Direção Norueguesa do Petróleo, desenvolvendo o modelo norueguês de gestão de recursos do petróleo e evitando a doença holandesa na Noruega.
Al-Kasim recebeu a condecoração de Cavaleiro de 1ª Classe da Ordem de Santo Olavo em 24 de setembro de 2012.

## Biografia

### Início da vida
Farouk Abdul Aziz Al-Kasim nasceu em Baçorá, Iraque, em 8 de julho de 1934 ou 1936. Sua família era imigrante do Irã, e os membros mais velhos falavam persa. Seus familiares trabalharam como guias fluviais ao longo do rio Xatalárabe (Shatt al-Arab), o que lhes rendeu condição econômica para que Abdul-Aziz Kasim, pai de Farouk, pudesse se concentrar em seus estudos.
Por volta dos trinta anos, Abdul-Aziz casou-se com Wafika Yasin, mãe de Farouk, quando ela tinha 14 anos.
Após o Golpe de Estado no Iraque de 1941, sua família buscou refúgio 30 quilômetros ao sul de Baçorá, em Abul-Khasib. Depois que as forças britânicas recuperaram o controle do país, voltaram para a capital de Basra.
Mesmo passando pelo exame da segunda série do ensino fundamental, Farouk foi colocado na primeira série. No entanto, depois de algumas semanas, seus professores o passaream para a segunda série - por demonstrar sua habilidade para escrever e calcular.
Na sexta série, Al-Kasim já havia decidido se dedicar aos estudos, creendo que era a única forma de obter uma boa educação. No ano anterior, o Estado tinha criado o Colégio Rei Faisal II em Bagdá, com critérios de matrícula rigorosos. Ele se mudou para Bagdá aos onze anos, logo após receber a terceira pontuação mais alta de seu distrito, tornando-o elegível para se matricular na escola.
Com seis meses frequentando as classes, o governo fechou a escola após ter sido atacada por nacionalistas por abrigar socialistas. Al-Kasim voltou para Basra, desapontado porque sua educação não seria em inglês. Ele estudou muito para se qualificar para uma bolsa para estudar no exterior, terminando com o 83º lugar no país em um exame. Ele recebeu um convite para ir a Bagdá para ser entrevistado antes que as autoridades distribuíssem os estipêndios. A caminho de Bagdá, decidiu espontaneamente estudar geologia. Na segunda ronda de entrevistas no Ministério da Educação do Iraque, esteve presente um representante da Iraq Petroleum Company. Como estipulação do estipêndio, ele teria que servir dez anos nas forças armadas iraquianas, assim que retornasse.

### Estudos na Inglaterra
Al-Kasim recebeu uma bolsa mensal de 40 dinares para cobrir seus custos de vida e se mudou para Londres para estudar. De Londres, ele viajou para Guildford para obter um Certificado Geral de Educação no Guildford Technical College.
Após passar pelo exame, Al-Kasim viajou para Londres para fazer o nível avançado do certificado na Chelsea Polytechnic. Durante suas férias no Iraque, ele foi aceito na Royal School of Mines do Imperial College London, onde foi um dos seis alunos de sua turma.
Em 1956, Al-Kasim foi apresentado a uma mulher da Noruega, Solfrido Meek. Depois de se apaixonar por ela, ele enviou uma carta para sua família em Basra. Embora o pai não rejeitasse o relacionamento, ele pediu-lhe que reconsiderasse: “Quando você tiver filhos, eles ficarão divididos entre duas culturas diferentes”. Em janeiro de 1957, eles ficaram noivos. Em 2 de julho de 1957, o casal se casou em Londres. Depois que Al-Kasim terminou seus estudos, os dois viajaram para Åndalsnes, cidade natal de Meek, durante as férias de verão.

### Retorno ao Iraque
Após terminar seus estudos de geologia do petróleo na universidade, Al-Kasim retornou ao Iraque com sua esposa. Eles viviam nos arredores de Basra. Pouco tempo depois, ele começou a trabalhar para a Iraq Petroleum Company. Ele teve três filhos com sua esposa no Iraque, dois garotos e uma garota. Após seu retorno ao Iraque, ele foi obrigado a servir dez anos no exército para pagar sua educação gratuita em Londres, mas com o passar do tempo, ele começou a ficar mais cauteloso com o governo.

### Vida na Noruega
Em 1968, Al-Kasim e sua família deixaram o Iraque por necessidades médicas de seu filho. Decidir ir à Noruega, pois era o único país a oferecer os cuidados de que seu filho precisava por ter nascido com paralisia cerebral.
Em 1968, o Ministério da Indústria da Noruega contratou Al-Kasim como consultor. Seu trabalho inicial foi analisar os resultados da exploração do Mar do Norte. Ele e seus colegas desenvolveram um artigo destacando o papel importante da participação do Estado. Este trabalho levou a uma lei, aprovada por unanimidade, resultando na criação de uma Direção Norueguesa de Petróleo e de uma empresa nacional, a Statoil (renomeada para Equinor).
Al-Kasim foi definido como diretor de gestão de recursos da Direção Norueguesa de Petróleo e recebeu o mérito pelo elevado nível de extração de petróleo dos diferentes campos – atingindo 45% em comparação com 25% em todo o mundo, estimulando a taxa de desenvolvimento tecnológico.